# Pyrkon

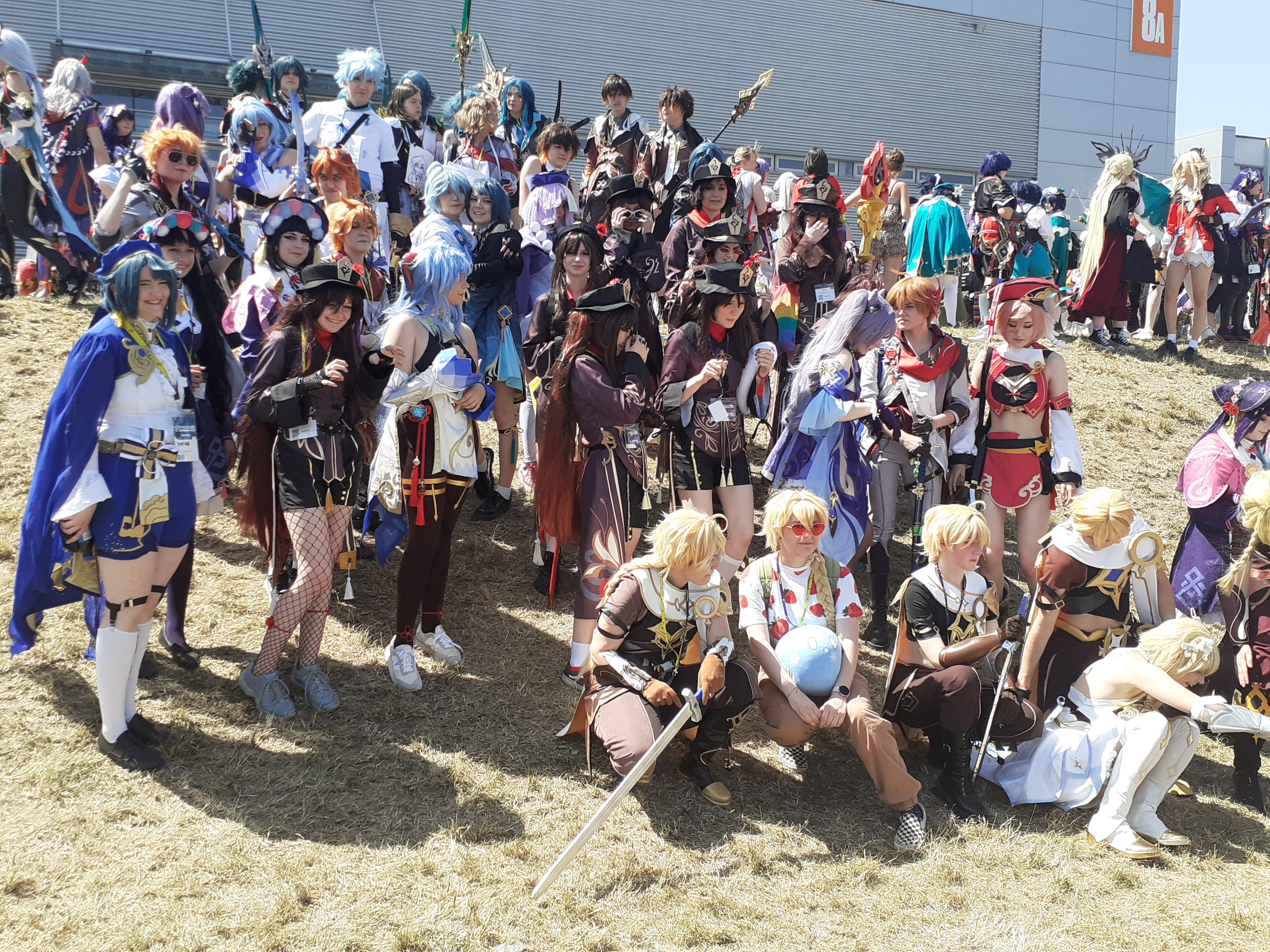
Pyrkon 2022.

Pyrkon (Science Fiction och Fantasyfestivalen Pyrkon (polska: Festiwal Fantastyki Pyrkon) är en polsk science fiction-kongress, som hålls årligen i Poznań den första helgen efter vårdagjämningen. Syftet med konventionen är att integrera science fiction-fans och skapare (Science fiction-fandom) och främja science fiction i litteratur, film, TV-serier och spel. Pyrkon är det största evenemanget av denna typ i Polen och ett av de största i Europa (över 55 000 personer 2022).

## Historia
Pyrkon arrangeras av föreningen Klub Fantastyki ”Druga Era” (Science fiction-Klubben ”Andra Eran”) varje år sedan 2000 med undantag för 2005.

## Utländska gäster
| År   | Namn               | Yrke          | Nationalitet   | Hem            |
| ---- | ------------------ | ------------- | -------------- | -------------- |
| 2008 | Miroslav Žamboch   | författare    | tjeckisk       | Tjeckien       |
| 2009 | Wojciech Siudmak   | målare        | polsk          | Frankrike      |
| 2011 | Adrian Tchaikovsky | författare    | brittisk       | Storbritannien |
| 2012 | Shane Lace Hensley | RPG skapare   | amerikansk     | USA            |
| 2012 | Ian McDonald       | författare    | brittisk       | Storbritannien |
| 2012 | Grzegorz Rosiński  | tecknare      | polsk          | Schweiz        |
| 2013 | Eoin O'Doherty     | programmerare | inga uppgifter | inga uppgifter |
| 2013 | Graham Masterton   | författare    | brittisk       | Storbritannien |
| 2013 | John Wick          | RPG skapare   | amerikansk     | USA            |
| 2013 | Miroslav Žamboch   | författare    | tjeckisk       | Tjeckien       |
| 2014 | Tad Williams       | författare    | amerikansk     | USA            |
| 2014 | Sandy Petersen     | RPG-skapare   | amerikansk     | USA            |
| 2014 | Cameron Stewart    | tecknare      | amerikansk     | USA            |
| 2014 | Olga Gromyko       | författare    | rysk           | Vitryssland    |
| 2014 | Charles Stross     | författare    | brittisk       | Storbritannien |
| 2014 | Lauren Beukes      | författare    | sydafrikansk   | Sydafrika      |